# Euhesma neglectula
Euhesma neglectula är en biart som först beskrevs av Cockerell 1905.  Euhesma neglectula ingår i släktet Euhesma och familjen korttungebin. Inga underarter finns listade i Catalogue of Life.

## Bildgalleri

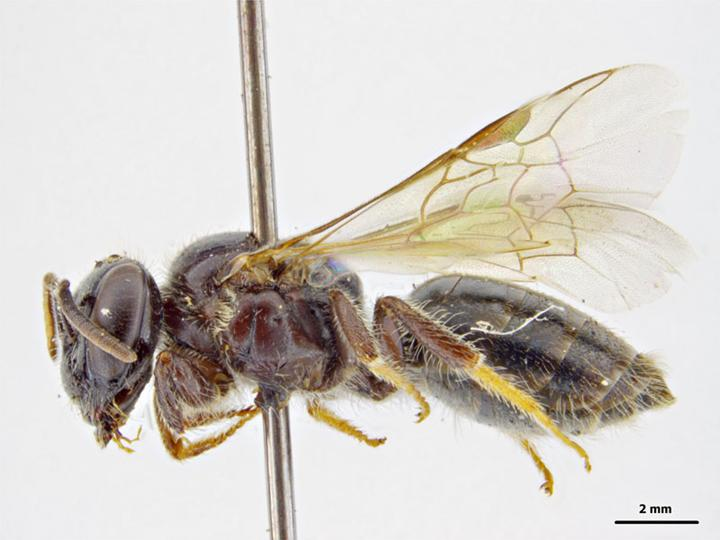
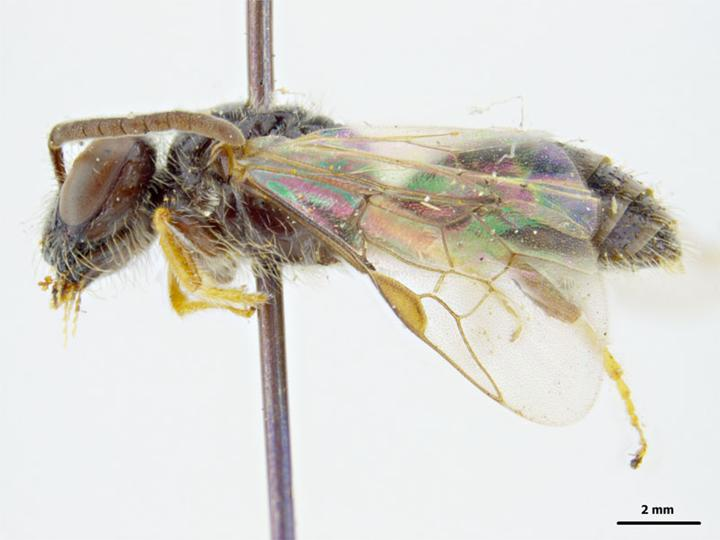